# Toomemägi (Tartu)

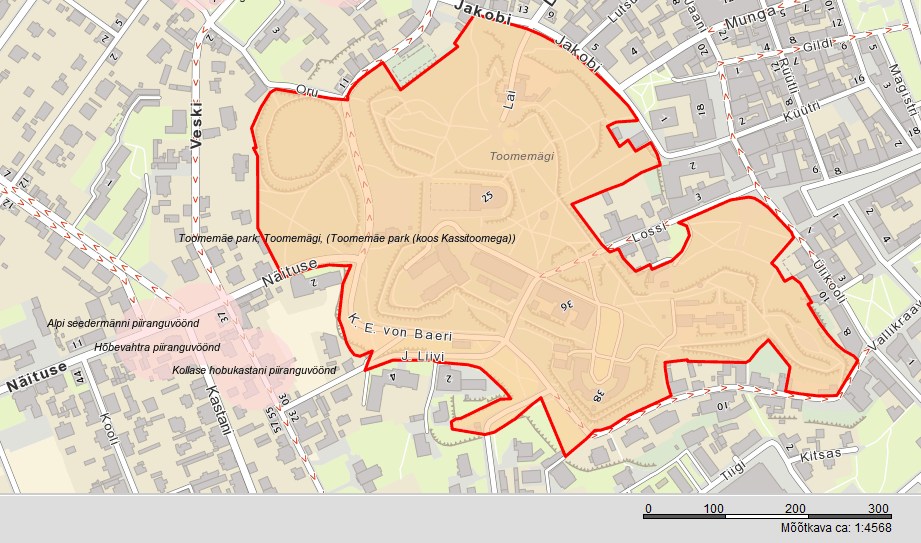
Plan du parc s'étendant sur le Toomemägi à Tartu

Le Toomemägi, Colline du dôme en estonien, est un relief calcaire naturel situé dans la ville de Tartu en Estonie sur la rive droite de l'Emajõgi.
La plus grande partie de la butte est désormais occupée par un grand parc à l'anglaise aménagé au XIXe siècle.
C'est sur ses pentes que les premières installations humaines à Tartu ont été établies.
La Cathédrale de Tartu et l'ancien palais épiscopal ainsi que plusieurs bâtiments de l'Université de Tartu, dont l'Ancien observatoire de l'Université de Tartu, se trouvent sur la colline. D'une manière analogue à Tallinn, la colline abritait le pouvoir de la noblesse et du clergé tandis que la ville basse concentrait les activités marchandes et, par conséquent, municipales.

## Histoire
Des fouilles archéologiques ont montré l'existence d'un premier établissement permanent sur le site du Tartu actuel dès le Ve siècle de notre ère. Au VIIe siècle, les habitants avaient construit une fortification en bois sur le côté est de la colline.
La première mention écrite de la région en 1030 est due aux chroniqueurs de la Russie kiévienne. Iaroslav le Sage, prince de Kiev, s'est emparé de Tartu cette année-là, y a construit sa propre forteresse qu'il a appelée Youriev (littéralement « de Youri » - Youry étant le prénom de Yaroslav). Les dirigeants de Kiev ont alors reçu le tribut de l'ancien comté estonien environnant d'Ungannie, peut-être jusqu'en 1061, quand, selon les chroniques, Youriev a été incendiée par une tribu  tchoude (nom d'anciens peuples estoniens), les Sosols. Les Russes ont de nouveau occupé Tartu de 1133 à 1176/1177. Au XIIe siècle, Tartu était la plus grande colonie russe du territoire tchoude,.
À l'époque des Croisades baltes, au début du XIIIe siècle, le fort de Tarbatu (ou Tharbata, ou Tartu) s'étendait sur la colline de Toomemägi.
Il fut à maintes reprises pris et repris par les Chevaliers Porte-Glaive et les Estes. En 1224, après que des renforts conduits par le prince Vyachko de Kukenois eurent été installés dans la forteresse, elle fut assiégée et conquise une dernière fois par les croisés allemands. Par la suite, connue sous le nom de Dorpat (Tarbatum), Tartu devint pendant la fin du Moyen Âge un centre commercial d'une importance considérable et la capitale de l'évêché semi-indépendant de Dorpat dont le siège était situé sur la colline dans le palais épiscopal.
La construction de la cathédrale gothique sur le flanc nord de la colline a probablement débuté dans la seconde moitié du XIIIe siècle. Elle fut entourée d'un cimetière et d'une résidence pour les membres du chapitre. Elle fut dédiée à saint Pierre et saint Paul qui étaient également patrons de la ville. La cathédrale était alors l'un des plus grands édifices religieux d'Europe de l'Est.
En 1262, l'armée du prince Dmitri de Pereslavl, le fils d'Alexandre Nevsky lança une attaque sur Dorpat, qu'il prit et détruisit, mais ses troupes n'arrivèrent pas à s'emparer de la forteresse de l'évêque sur le Toomemägi. L'événement a été consigné aussi bien dans les chroniques allemandes que dans les chroniques en vieux slavon oriental, qui nous donnent également la première attestation de l'installation de marchands et d'artisans allemands à l'ombre de la forteresse épiscopale située sur la colline.
Au cours des années 1280, Dorpat rejoignit la Ligue hanséatique.
Dans les années 1520, la Réforme atteint Tartu. Le 10 janvier 1525, la cathédrale fut sévèrement endommagée par les Protestants partisans de l'iconoclasme. Après la déportation en Russie du dernier évêque romain catholique de Dorpat, Herman Wesel, en 1558, le lieu de culte fut abandonné.
Au XVIe siècle, durant la guerre de Livonie, les troupes russes dévastèrent la ville. Lorsque les Polonais conquirent Tartu en 1582, un projet de rénovation de la cathédrale fut envisagé mais ne fut jamais mis en place en raison de la guerre polono-suédoise. Un incendie ravagea l'édifice en 1624.
En 1629, Tartu passa sous administration suédoise et la cathédrale poursuivit son déclin. Le traité de Nystad en 1721 donna la ville à l'Empire russe. Dans les années 1760, les deux tours furent réduites de 66 à 22 mètres, au niveau du toit de la nef afin de servir de plateforme à canons.

## Université de Tartu
Des fouilles archéologiques ont montré l'existence d'un premier établissement permanent sur le site du Tartu actuel dès le Ve siècle de notre ère. Au VIIe siècle, les habitants avaient construit une fortification en bois sur le côté est de la colline.
La première mention écrite de la région en 1030 est due aux chroniqueur
Avec la réouverture de l'université de Tartu en 1802 par le tsar Alexandre Ier de Russie, l'architecte Germano-Balte Johann Krause fut chargé de construire dans les ruines de la cathédrale la bibliothèque universitaire. Une partie importante de la cathédrale fut cependant laissée à l'état de ruines.
L'université de Tartu a également construit sur la colline plusieurs bâtiments, notamment l'ancien observatoire de Tartu.

## Galerie

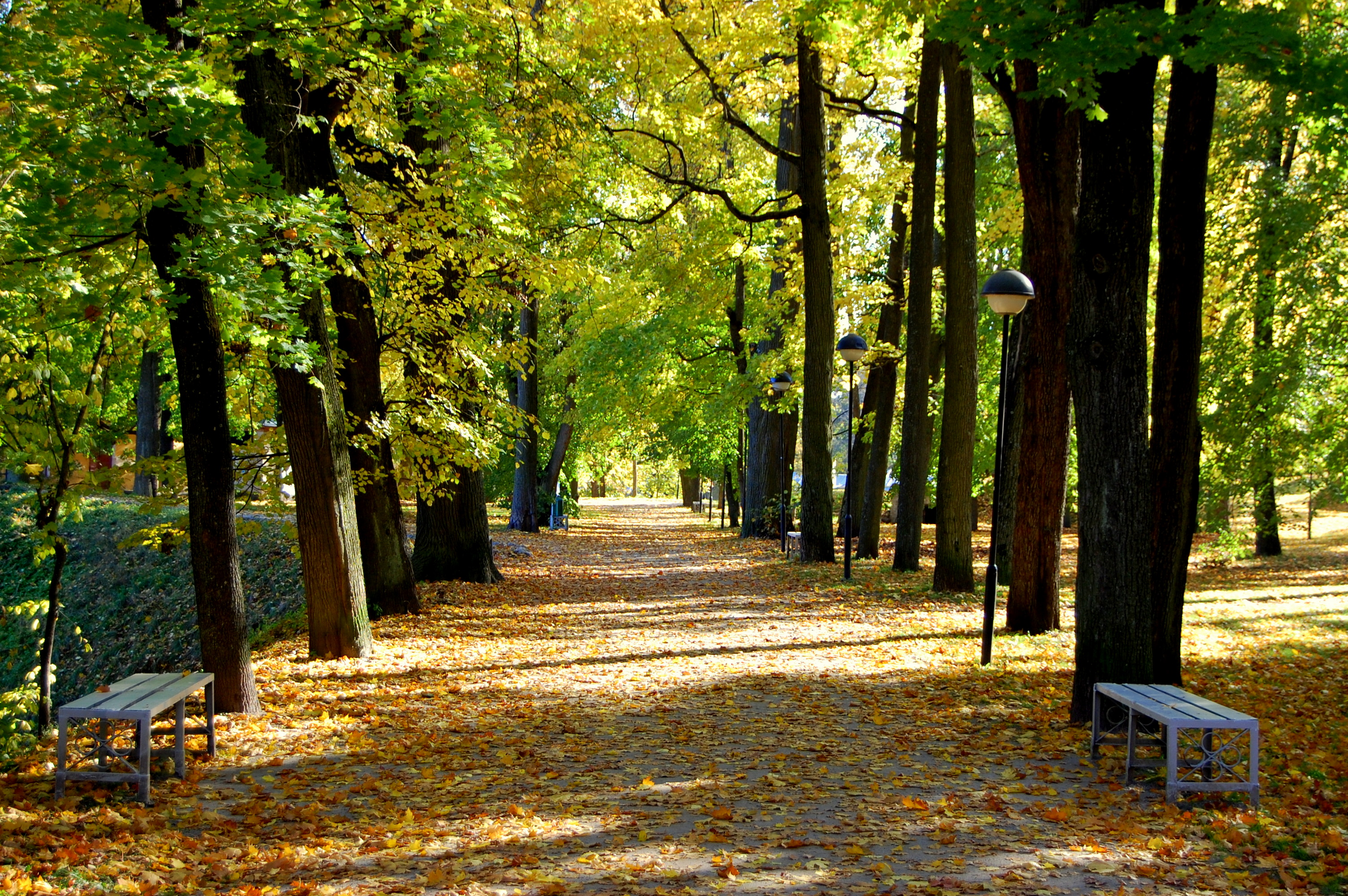
Le parc de Toomemägi en été
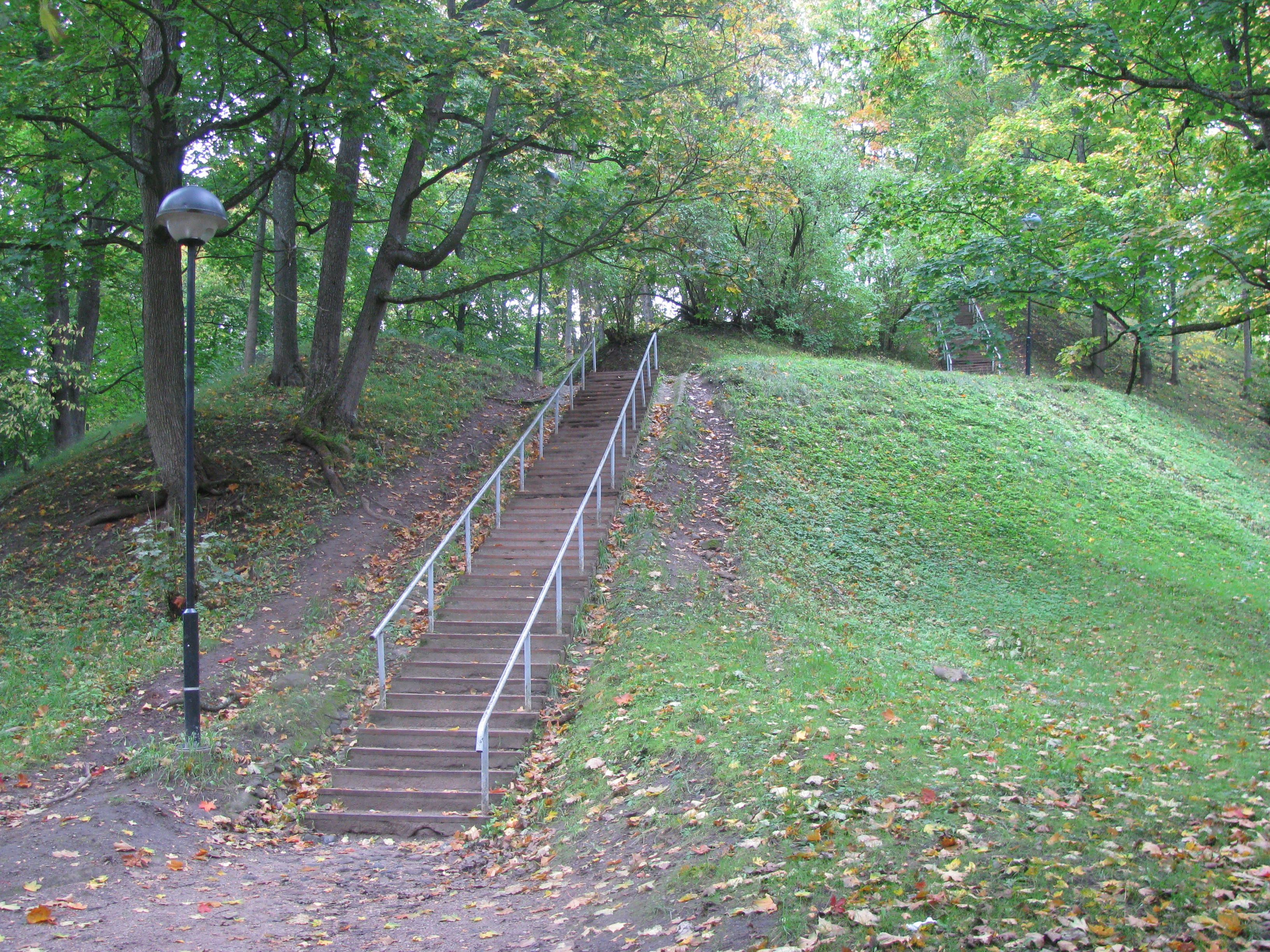
Escaliers dans le parc
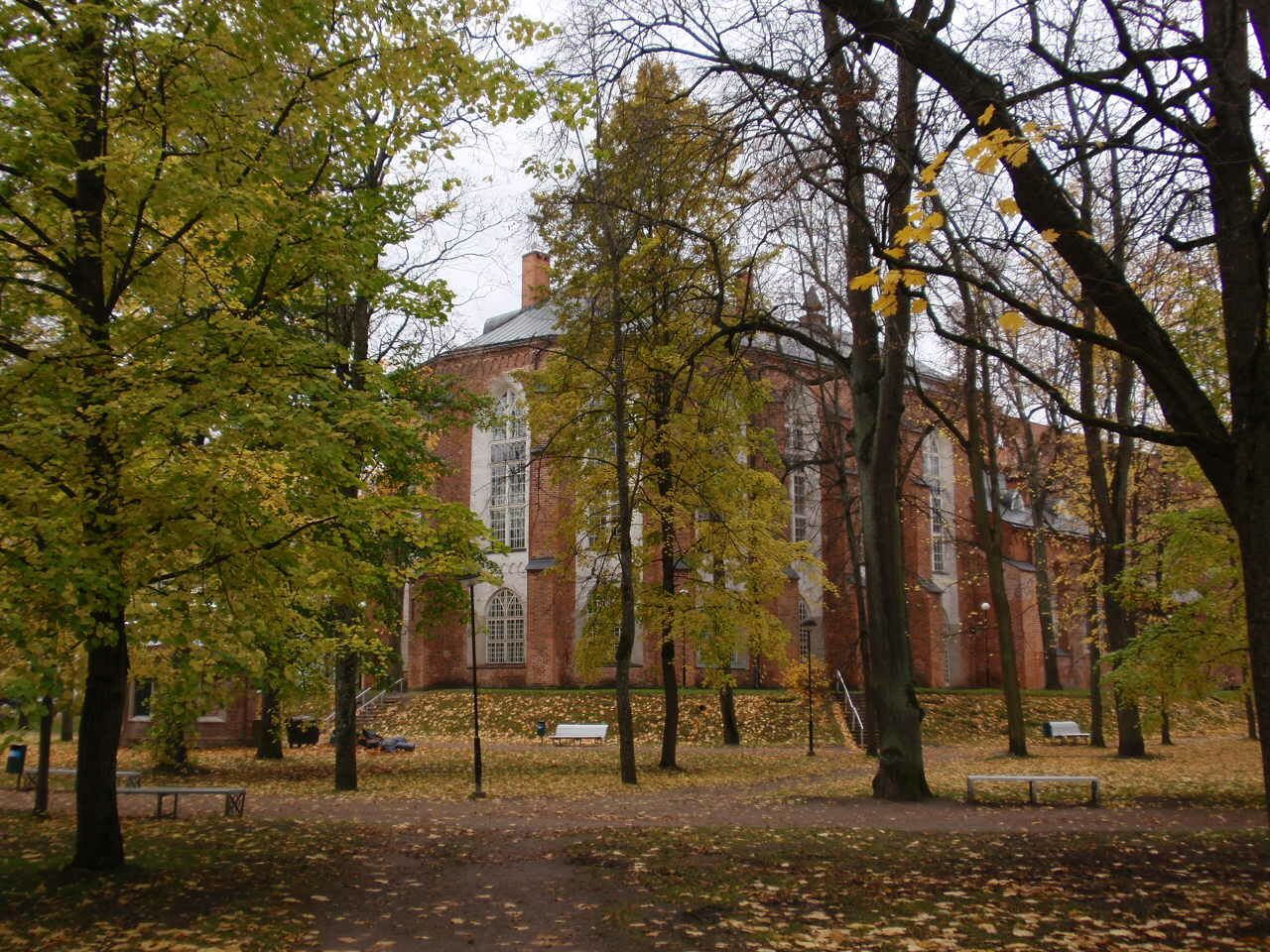
La Cathédrale de Tartu au sommet du Toomemägi
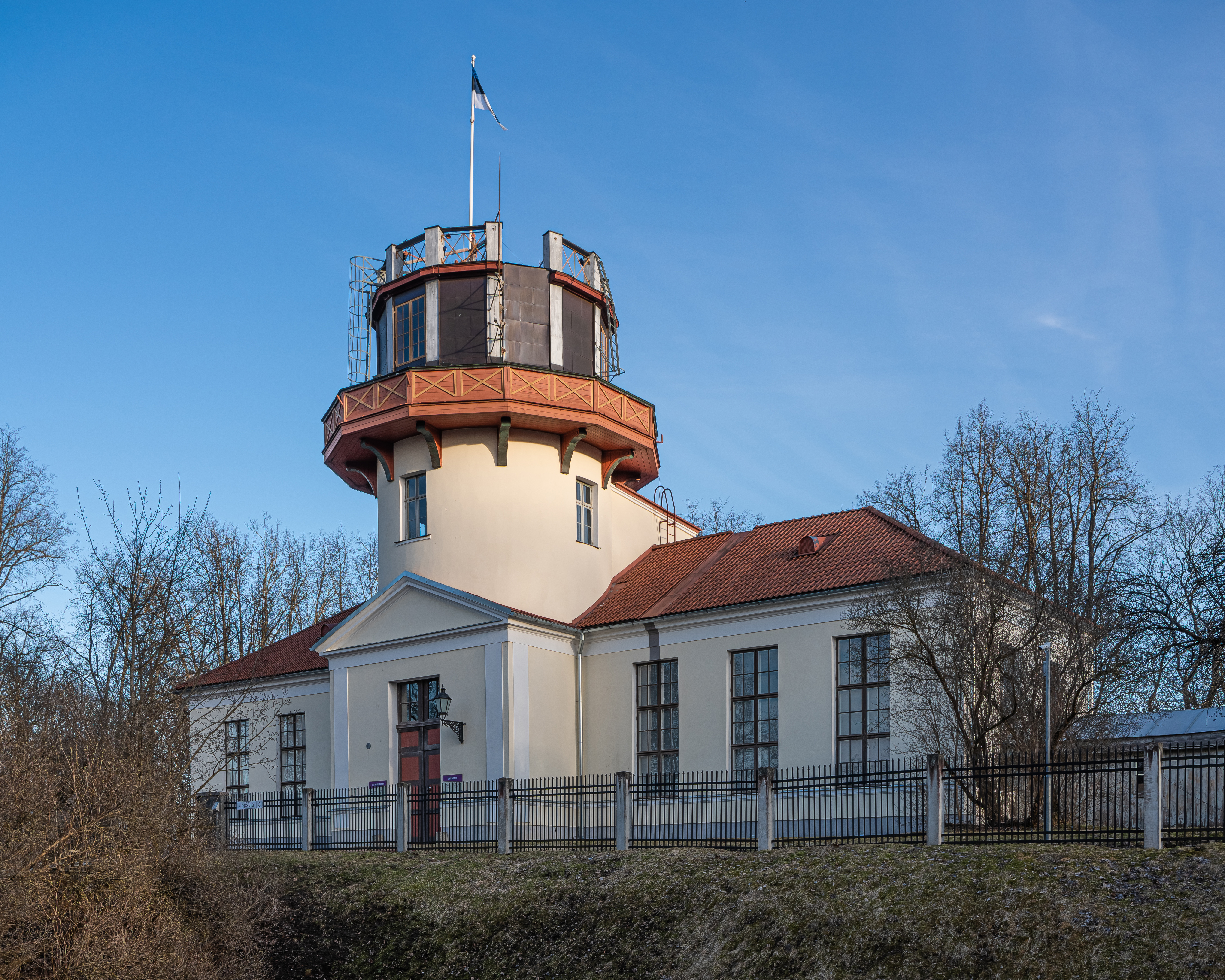
L'Ancien observatoire de l'Université de Tartu sur le Toomemägi
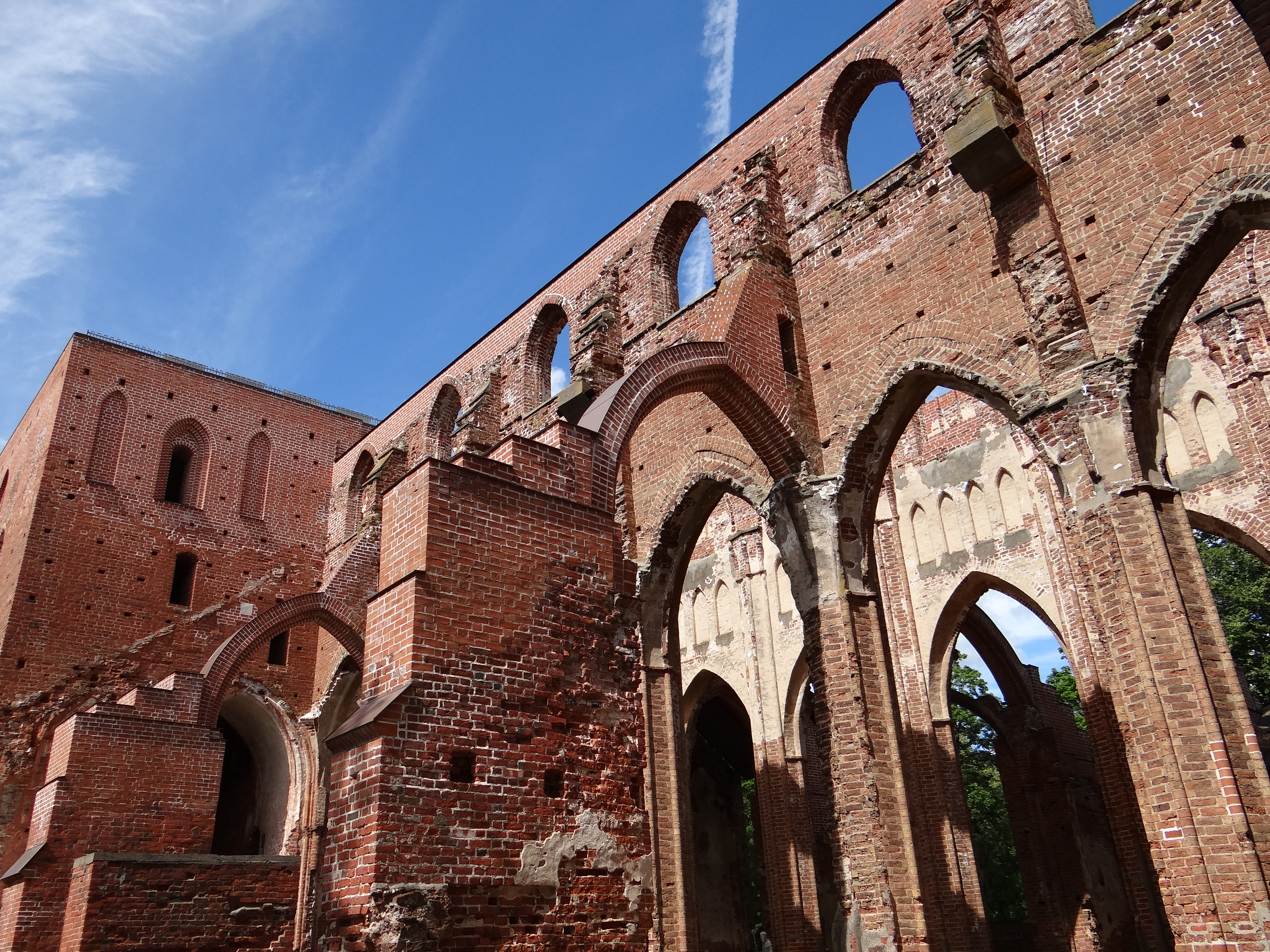
Ruines de la Cathédrale de Tartu sur le Toomemägi